# 頂中股
頂中股，是新北市金山區的一個地名，位於該區東南部，範圍大致為重和里磺溪以南地區。

## 歷史
台灣清治末期至日治前期，頂中股地區為一街庄，稱為「頂中股庄」，隸屬於金包里堡。該庄西北與頂角庄為鄰，東北與下中股庄為臨，東與下萬里加投庄為鄰，東南與頂萬里加投庄為鄰，南邊為坪頂庄，西邊為七股庄。
1901年（日治明治三十四年）11月，該庄隸屬於基隆廳，編入第五區。1905年（明治三十八年）7月，第四區、第五區合併為「金包里區」。1920年（大正九年），該庄改制為「頂中股」大字，隸屬於臺北州基隆郡金山庄，大字下有「三重橋」、「大孔尾」、「死磺子坪」、「林口」、「茅埔頭」小字名。
戰後金山庄改制為金山鄉，隸屬於臺北縣，大字亦改制為村。2010年12月，臺北縣升格為新北市，金山改制為金山區，村亦改制為里。

## 交通
省道台2甲線經過頂中股地區西北部，往東可前往金山市區，往西可前往陽明山、士林、台北市區等地。